# Virectaria procumbens
Virectaria procumbens är en måreväxtart som först beskrevs av James Edward Smith, och fick sitt nu gällande namn av Cornelis Eliza Bertus Bremekamp. Virectaria procumbens ingår i släktet Virectaria och familjen måreväxter. Inga underarter finns listade i Catalogue of Life.